# 미성년 (드라마)
《미성년(未成年)》은 1995년 10월 13일부터 12월 22일까지 TBS에서 방송된 드라마. 시간은 매주 금요일 밤 10시 ~ 10시 54분까지. 주연은 이시다 잇세이, 각본은 노지마 신지. 평균 시청률 20%을 기록하였다.

## 개요
- 1993년 같은 방송국인 TBS에서 방송된 큰 호평을 얻은 《고교 교사》의 각본을 담당한 노지마 신지의 작품이다. 1993년의 《고교 교사》, 1994년의 《인간 실격~내가 만약 죽는다면~》, 그리고 이 드라마 《미성년》을 한데 묶어, 일본에서는 일반적으로 〈TBS 노지마 3부작〉이라고 한다. 이후 《성자의 행진》 (1998년)을 포함하여, 〈TBS 노지마 신지 시리즈〉라고 한다.
- 같은 연배의 남자 배우 5명을 중심으로, 그 나이때의 여러 가지 고뇌와 갈등을 생생하게 그린다. 주연 이시다 잇세이를 시작으로 호화 캐스팅으로 제작 당시 화제를 모았다. 가수 데뷔전의 하마사키 아유미도 출연하였다. 총11회.
- 평균 시청률은 20.0%, 최고 시청률은 제8회의 23.2%.
- 제1회 방송에서는 당시 결성된 지 얼마 안 된 일본 밴드 THE HIGH-LOWS의 라이브 무대를 촬영 무대로 담았다.
- 본방송에서는 죄를 저지른 인물이 미성년자임에도 불구하고 용의자의 실명·얼굴 사진이 뉴스로 모자이크 처리되지 않은 채 공개된 것이, 실제 현실에서는 청소년법에 위반되는 장면이기 때문에, 비디오·DVD판에서는 다르게 편집되어 교체되고 있다.
- 〈노지마 3부작〉 중 2작품은 TBS 산하 방송국인 CS,TBS 방송국으로 통해 재방영되었음에도 불구하고, 이 작품만 한번도 재방영되지 않았다. 2009년, 여름에 TBS TV에서 14년 만에 재방송되었다.

## 출연자
*토가와 히로토 (히로)(배우：이시다 잇세이)
고교 3학년.어릴 때 어머니를 잃고, 엄격한 아버지 밑에서 우수한 형과 비교 당하면서 자랐다. 형의 연인인 니이무라 모카를 좋아하게 된다.인디아나 존스와고고학을 좋아한다.
*무로오카 히로시(테쿠)(배우：카토리 싱고)
어릴 적에 머리에 깊은 상처를 입어지적 장애라는 병을 앓는다.동물을 좋아하고 따뜻한 마음을 가졌다.게임이 이익. 도깨비의 Q타로라고 하는 일본 만화 캐릭터·O지로(Q타로의 남동생)그림이 크게 그려진 셔츠가 트레이드 마크.히로시의 집은 작은 공무점을 경영하고 있지만, 경영난에 허덕이고 있다.
*사카즈메 고로(고로)(배우：소리마치 타카시)
히로의 중학생 시절의 동급생으로 폭력단의 구성원.의리가 강하고, 거짓말이나 이도저도 아닌것을 무척 싫어한다.중학생 시절, 학교에서 누명을 썼을 때에 히로가 감싸 준 일로부터, 히로에는 강한 신뢰를 대고 있다.애인인 아리사와 동거하고, 하루 빨리 성실하게 생활하는 모습을 상상한다.고로의 아파트나, 조직의 버려진 빌딩이 친구들과의 아지트가 된다.
*카미야 츠토무(우등생)(배우：카아이 가몬)
유명 사립고교에 다니는 3학년.발레 교실에 다니는 히토미에게 연정을 품어 사귀기 시작하지만, 히토미가 전 가정교사의 애를 임신하고 있다는 것을 알고 당혹해 한다. 어머니의 과잉 애정 속에 자라, 어머니와 떨어져 살 수 없는 것이 불만이다. 시험중에 고사장을 나가 버린다.
*타나베 준페이 (준페이)(배우：키타하라 마사키)
히로의 클래스 메이트로 강호 야구부 소속. 하지만 실전 게임에는 한번도 나가 본적이 없다. 우유부단한 사람으로 음란하고 겁쟁이라서 비겁한 면도 있다. 카요코를 짝사랑 하고 있다.친가는 정육점 운영.
*니이무라 모카 (배우：사쿠라이 사치코)
대학생.선천성의 심장병을 안아 가슴에는 수술의 자국이 남는다.그래서 결혼 뿐만 아니라 출산도 어렵다.엉뚱한 일로 히로와 얽혀 알게 되지만 실은 그의 형인 타츠미의 연인.느긋하고 모성적인 성격으로 스스로에게 모험을 꿈꾼다.
*안자이 카요코(카요코)(배우：토노 나기코 )
히로, 순평의 클래스 메이트.히로를 짝사랑을 하고 있다.얼핏 보기엔 밝고 명랑해 보이지만, 성적으로 칠칠치 못한 엄마와 둘이서 살면서 고독해 한다. 매춘에 손을 대고 있다.
*타바타 히토미(히토미)(배우：하마사키 아유미)
유명 여학교에 다니는 부잣집 딸.클래식 발레를 배운다.전 가정교사였던 대학생의 아이를 임신하고 있어 고뇌한다. 후에 츠토무와 연인 관계가 된다.
*토카와 타츠미(배우：타니하라 쇼스케)
대학생.히로의 형. 모카에 향기의 연인.럭비부 주장으로 얼굴, 공부, 스포츠가 뛰어나지만 냉철한 면도 가진다.늘 올백머리.
*아리사(배우：아사오카 미레이)
고로의 연인인 창녀.고로의 몸을 항상 염려하고 있다.이윽고 고로와 결혼을 약속한다.연상이라는 이유로 자상하게 고로를 보살핀다.
*토가와 요시후미(배우：니시오카 토쿠마 )
히로, 타츠미의 아버지.과거 럭비 일본대표선수였다. 타츠미와는 달리, 뭐하나 제대로 못하는 히로토에게 실망을 느낀다.
*니이무라 타케오(배우：우카지 타카시)
모카의 오빠로 형사.여동생과 두 명 살아 하고 있다.아버지도 형사로 순직하고 있어, 그 때문에 야쿠자를 특히 미워해, 이에 전 폭력단이였던 고로에 대해서는 적대심을 안는다.심장질환을 갖은 동생을 항상 걱정한다.
*미시로 마사히로(배우：오기 시게미츠)
심장외과의.모카의 주치의.어린 딸을 남겨두고 아내는 사고로 세상을 떠났다.모카와 사랑 없는 부부가 된다.
*우메하라 미키오(배우：테라다 미노리)
방송국의 실력 있는 프로듀서. 히로토와 그의 친구들의 칩거 사건에 흥미를 갖는다. 대학시절에는 학생운동에도 참가했다.
*사오리(배우：오오타카라 토모코 )
모카의 친구.방송국에서 아르바이트를 하고 있다. 히로토와 그의 친구들이 은거하고 있던 폐교에 우메하라의 명령으로 잠입하며 배신한다.
*카미야 마키코(배우：타카바야시 유키코)
츠토무의 어머니.남편은 해외에 부임되어, 아들에 대해서 극도로 비상식적인 사랑을 준다.
*무로오카 쿠니히로(배우：무사카 나오마사)
테쿠의 아버지.작은 선반 공장을 경영하지만, 빚때문에 괴로워한다.
*무로오카 타카코(배우：야마모토 미치코)
데쿠의 어머니.
*타바타 켄(배우：카츠베 노부유키)
순평의 아버지.
*타바타 히로시조(배우：카츠베연지)
히토미의 아버지로 국회 의원.정치가로서 재선을 위한 것만 생각하는 국회의원.이미지 하락을 두려워한다.
*타바타 유코(배우：타지마 레이코)
히토미의 어머니.
*우시지마 요헤(배우：모리모토 레오)
히로가 지원한 대학 면접 때 히로토의 대답에 다른 교수들은 엉뚱해하며 웃지만, 이 교수만이 진지하게 그의 대답을 듣는다. 히로와 같이 인디아나 존스를 좋아한다.
*타나베(배우：아난 켄지)
타나베 준페이의 아버지. 정육점을 하고있다.

## 스태프
- 각본: 노지마 신지
- 프로듀서: 이토 카즈히로
- 연출: 요시다 켄, 카토 타케히로, 카네코 요시카즈
- 음악: 센주 아키라
- 촬영: 오오에 준이치
- 편집: 타구치 마사키
- 음향효과: 타쿠보 타카아키
- 제작사: TBS

## 관련 음악
여는곡, 닫는곡, 삽입곡 모두 카펜터스의 곡을 사용하였다. 당시 일본에서는, 드라마의 큰 인기에 힘입어 발매된 베스트앨범이 300만 장을 넘는 판매량을 기록하면서, 폭넓은 세대에 카펜터스를 알리는 사건이기도 하였다.

### 여는 곡
- 〈Top of the World〉

### 닫는 곡
- 〈I Need To Be In Love〉
- 〈Desperado〉(제8,9화 삽입곡이기도 함)
- 〈Yesterday Once More〉(최종회)

### 삽입곡
- 〈For All We Know〉
- 〈A Kind of Hush〉
- 〈Superstar〉(제10화)

## 부제·시청률
| 각 화                                                         | 방송일           | 부제                                              | 연출            | 시청률 |
| ------------------------------------------------------------- | ---------------- | ------------------------------------------------- | --------------- | ------ |
| 제1화                                                         | 1995년 10월 13일 | 빨간 우산의 형의 연인 (赤い傘の兄貴の恋人)        | 요시다 켄       | 21.1%  |
| 제2화                                                         | 1995년 10월 20일 | 그녀의 마음에 다이빙 (彼女のハートにダイビング)   | 요시다 켄       | 19.3%  |
| 제3화                                                         | 1995년 10월 27일 | 우리들의 젠장할 인생 (俺達のクソッタレ人生)       | 카네코 요시카즈 | 16.9%  |
| 제4화                                                         | 1995년 11월 3일  | 더러운 어른이 되도록 (汚ねェ大人になるように)     | 카네코 요시카즈 | 17.1%  |
| 제5화                                                         | 1995년 11월 10일 | 안녕 나의 친구 (サヨナラ僕の友だち)               | 카토 타케히로   | 17.7%  |
| 제6화                                                         | 1995년 11월 17일 | 나는 당신을 사랑하고 있어 (俺はあなたを愛してる)  | 요시다 켄       | 22.6%  |
| 제7화                                                         | 1995년 11월 24일 | 친구의 죽음 (友達の死)                            | 요시다 켄       | 21.3%  |
| 제8화                                                         | 1995년 12월 1일  | 한밤 중의 도망자 (真夜中の逃亡者)                 | 카토 타케히로   | 23.2%  |
| 제9화                                                         | 1995년 12월 8일  | 다친 전사들 (傷ついた戦士たち)                    | 카네코 요시카즈 | 19.3%  |
| 제10화                                                        | 1995년 12월 15일 | 사랑과 슬픔의 크리스마스 (愛と哀しみのクリスマス) | 요시다 켄       | 20.7%  |
| 최종화                                                        | 1995년 12월 22일 | Yesterday Once More (イエスタデイ・ワンス・モア)  | 요시다 켄       | 21.4%  |
| 평균 시청률 20.0% (시청률은 관동 지방 비디오 리서치에서 조사) |                  |                                                   |                 |        |

## 수상
제7회(95년 12월 20일) 일본 〈더 텔레비전 드라마 아카데미상〉으로 최우수 작품상으로 선택되었다.
- 이시다 잇세이 : 남자주연상
- 카토리 싱고 : 남우조연상
- 〈Top of the world〉: 주제가상
- 노지마 신지 : 각본상

또 캐스팅상을 수상했다.

## 드라마의 영향
- 방송 작가들은 이 드라마의 최종회에서 이시다 잇페이가 옥상에서 자신의 속내를 외치는 씬을 보고 ‘이것을 보통 일반 사람들이 하면 어떨까?’라는 것이 계기로, 같은 TBS계열 V6의 버라이어티 프로그램인 《학교에 가자!》의 인기 코너인 〈미성년의 주장〉이 편성되었다.
- 한국에서도 비슷한 형식으로, SBS 토요 버라이어티 프로그램인 《기쁜 우리 토요일》에서 〈영파워! 마음을 열어라!〉라는 코너가 있었다.

| TBS 금요드라마                           | TBS 금요드라마                   | TBS 금요드라마                                         |
| 이전 작품                                | 작품명                           | 다음 작품                                              |
| ---------------------------------------- | -------------------------------- | ------------------------------------------------------ |
| 사랑한다고 말해줘 (1995.7.7 - 1995.9.22) | 미성년 (1995.10.13 - 1995.12.22) | 사랑이랑 결코 후회하지 않는 것 (1996.1.12 - 1996.3.22) |